# Castell de Cortewalle
El Castell de Cortewalle (neerlandès: Kasteel Cortewalle), és un castell amb fossar situat a al municipi de Beveren, a la província de Flandes Oriental (Bèlgica).
El castell data del segle xv, i és un dels més antics a Waasland. Està construït amb gres blanc, en estil renaixentista flamenc. Durant segles va estar, successivament, en possessió de les famílies Triest, Goubau i de Brouchoven de Bergeyck, fins que el Brouchovens el va vendre al municipi de Beveren, que el van utilitzar per a emmagatzemar els extensos i importants arxius De Bergeyck.